# Неделни училища в България
Неделните училища са училища за малограмотни младежи, младежи, завършили начално училище, и възрастни, останали без образование, за „да разширят кръга на познанията си и да се подготвят по-добре за практическия живот“. Те допринасят за просветното издигане и за патриотичното възпитание на българите през Възраждането. Откриват се главно при читалища, женски и ученически дружества. Общините се грижат за издръжката им.
Първото неделно училище е открито през 1850 г. от Христо Г. Данов в Стрелча.
По-голямата част от неделните училища дават само начално ограмотяване, в някои се преподават и граматика, физика, математика, география, земеделие, домакинство и други. Учебният курс е едногодишен или тригодишен. Занятията се водят от учителите в редовните начални училища.
По-изтъкнати учители в неделните училища през Възраждането са Пантелей Кисимов (Търново), Арсени Костенцев и Димитър Босилков (Горна Джумая), Димитър Павлов и Димитър Македонски (Цариград), Константин Величков (Татар Пазарджик), Гено Цончев (Котел) и други.
По време на Руско-турската война 1877 – 1878 г. неделните училища са закрити. След Освобождението се откриват нови неделни училища. След приемането на Закона за народното просвещение (1921 г.), с който е въведено задължително основно образование до III (VI) клас, неделните училища постепенно се закриват.